# صاعد البغدادي
أبُو العلاء صاعِد بن الحَسَن الرَّبعيُّ البَغْدَادِيُّ (نحو 325 هـ - 417 هـ / 936م - 1026 م) لغوي، نساب، وشاعر بغدادي أصله من الموصل.ومن أشياخه في بغداد: أبو سعيد السيرافي، وأبو علي الفارسي، وطائفة من كبار العلماء. وفيه ابن خلكان يقول: «وكان عالماً باللغة والأدب والأخبار، سريع الجواب، حسن الشعر، طيب المعاشرة ممتعاً».
يرجع نسب أبي العلاء صاعد البغدادي إلى ربيعة بن نزار. دخل صاعد الأندلس من المشرق عام 380 هـ في زمن الحاجب المنصور، وألف كتاب سماه «الفصوص» حاكى به كتاب «النوادر» لأبي علي القالي. أثابه المنصور عن الفصوص بخمسة آلاف دينار، وأمره بقراءته في المسجد الجامع في الزاهرة، غير أن العلماء أثبتوا كذبه في النقل وعدم تثبته، فألقى المنصور الكتاب في النهر.
كما كان لصاعد كتابين روائيين أحدهما سماه «الهجفجف بن عُدقان بن يثربي مع الخنوت بنت محرمة بن أنف» والآخر «الجوّاس بن قعطل المذحجي مع ابنة عمه عفراء»، وقد شغف المنصور بالأخير حتى رتّب له من يقرأه عليه كل ليلة. بعد وفاة المنصور، اعتزل مجالس الحكام، حتى إذا كانت فتنة الأندلس، رحل متخفيًا إلى صقلية، وفيها مات عام 417 هـ.